# 新文芸坐
新文芸坐（しんぶんげいざ）は、 東京都豊島区東池袋にある映画館。

## 概要
1956年（昭和31年）3月、作家の三角寛により発足した「人世坐」の姉妹館として「文芸坐」が開館。館内には、しね・ぶてぃっく（映画書籍専門店）、文芸坐地下劇場（1955年12月開館、1988年より文芸坐2と改称）、ル・ピリエ（1979年7月こけら落としの小劇場）が併設されていた。1960年代は松竹洋画系の封切館だったが、人世坐の閉館後は名画座に転向。「陽の当たらない名画祭」「スーパーSF　世界特撮映画大会」「ビデオをぶっ飛ばせ！」などのユニークな企画名を冠した様々な特集上映を行った。文京区音羽でレンタルビデオ店を経営したこともあるが、1990年代前半に閉店している。
40年以上に渡って営業を続けたが、建物の老朽化や経営者だった三浦大四郎の事情などにより1997年3月6日をもって閉館。跡地はマルハンに売却され、パチンコ屋ビルとして再建。2000年12月12日、テナントのひとつとして「新文芸坐」がオープンし現在に至る。
旧文芸坐時代から、落語やお笑いのトークライブ会場としても用いられている他、映画監督や俳優のトークショーなどの催しも行われている。
2021年9月、元従業員が在職中にパワーハラスメントを受けたとSNS上で告発し、その後も継続的に批判を行っていた。これに対し、2024年10月、新文芸坐は公式X（旧Twitter）でパワハラの事実を否定する声明を発表し、元従業員による行為が営業妨害にあたるとして法的措置の検討を表明した。一方、元従業員はこの声明に対し「多くの事実誤認がある」と反論している。
2022年4月15日に大幅リニューアルが行われて、映写・音響システムが一新されている。映画誕生以来の規格である「35ミリフィルム」を従来通り上映しつつ、国内名画座では初となる4Kレーザーでの上映も可能になった。設置されるのは、クリスティ社製の最新4KRGBレーザープロジェクター「CP4430-RGB」。赤色、緑色、青色、それぞれのピュアRGBレーザー光源により、ハイコントラストかつ広色域の映像表現を実現させ、UHD-BDなどの4K素材にも対応する。スクリーンは、セバートソン社製のパーフォレーション（穴）のないスクリーン「SAT-4K」を導入。音の透過率が良く、きめ細やかな映像を楽しむことができる。
独自の音響システム「BUNGEI-PHONIC SOUND SYSTEM（ブンゲイ・フォニック・サウンド・システム）」によって“新文芸坐の音”が進化を遂げている。カスタムスピーカーの設計・製作は国内有数のホールや大手映画館チェーンのフラッグシップシアターに納入実績を持つ「イースタンサウンドファクトリー」と、同館の映写・音響設備のインストーラーである「ジーベックス」のコラボレーションによる最新スピーカーシステム。このカスタムスピーカーを「QSC社」の最新プロセッサーQ-SYS及び専用のネットワークアンプでドライブすることによりトータルで新たな音響が創り出される。メインスピーカーには、大型4ウェイシステムを採用。中高域には同軸型ドライバーを搭載した大型ホーンを選定し、メインスピーカーの中低域と低域、サラウンドスピーカーのドライバー口径をすべて15インチに統一した。これにより、音のつながりが良くなり、劇場全体を包み込むような一体感が創出される。加えて、リニューアル前、劇場に入っていたサブウーファー（EAW SB284C）以上の圧倒的な低音再生を実現するため、1 台当たり18インチドライバー2本を搭載した強力なサブウーファーを4台設置。デジタル上映時は最大7.1chまで対応。5.1ch時もバックサラウンドから音が出るため、豊かな音場感を得られる。なお、フィルム上映時はドルビーSRD-EX（6.1ch）まで上映が可能。

### データ
- 所在地：東京都豊島区東池袋1丁目43-5 マルハン池袋ビル3階
- 座席数：266席
- 支配人
  - 永田稔（1941年[3] - 2022年10月16日[4]）（初代、任期：2000年12月 - 2008年） - 2003年「第1回文化庁映画賞」映画功労賞受賞[5]。
  - 矢田庸一郎（2代目、任期：2008年 - ?[6]）
  - 高原安未（任期：2021年 - ）[7]。